# إليزابيث ماكغفرن
إليزابيث ماكغفرن (بالإنجليزية: Elizabeth McGovern) مواليد 18 يوليو 1961 في إلينوي، الولايات المتحدة، هي ممثلة أمريكية بدأت مسيرتها الفنية عام 1979، حصلت على ترشيح لجائزة الأوسكار عن تجسيدها شخصية إيفلين نسبيت في فيلم راجتايم عام 1981.
ولدت ماكجفرن في إيفانستون بولاية إلينوي، وأمضت معظم حياتها المبكرة في لوس أنجلوس. بعد حضورها مسرح المعهد الموسيقي الأمريكي ومدرسة جويليارد، ظهرت لأول مرة في فيلمها الروائي الطويل في أناس عاديون (1980). لدورها كإيفلين نسبيت في الفيلم الموسيقي راغتايم (1981) ، حصلت على ترشيح لجائزة الأوسكار لأفضل ممثلة مساعدة. بعد ذلك ، لعبت أدوارًا قيادية في عدد من أفلام الاستوديو الرئيسية ، بما في ذلك ذات مرة في أمريكا (1984) ، وهي تنجب طفلاً (1987) ، ونافذة غرفة النوم (1987) ، وحكاية الخادمة (1990)، وأجنحة الحمامة (1997).
.

## الأعمال
- أناس عاديون
- حدث ذات مرة في أمريكا
- أجنحة الحمامة
- كيك-آس
- صراع الجبابرة

## روابط خارجية
- إليزابيث ماكغفرن على موقع IMDb (الإنجليزية)
- إليزابيث ماكغفرن على موقع ميتاكريتيك (الإنجليزية)
- إليزابيث ماكغفرن على موقع روتن توميتوز (الإنجليزية)
- إليزابيث ماكغفرن على موقع قاعدة بيانات الأفلام العربية
- إليزابيث ماكغفرن على موقع ألو سيني (الفرنسية)
- إليزابيث ماكغفرن على موقع ميوزك برينز (الإنجليزية)
- إليزابيث ماكغفرن على موقع أول موفي (الإنجليزية)
- إليزابيث ماكغفرن على موقع قاعدة بيانات برودواي على الإنترنت (الإنجليزية)
- إليزابيث ماكغفرن على موقع قاعدة بيانات الأفلام السويدية (السويدية)
- إليزابيث ماكغفرن على موقع إن إن دي بي (الإنجليزية)